# Domenico Induno
Pour les articles homonymes, voir Induno.
Domenico Induno (Milan, 14 mai 1815 - 5 novembre 1878) est un patriote et un peintre italien  du XIXe siècle.

## Biographie
Domenico Induno est de dix ans le frère aîné de  Gerolamo. 
Il fréquenta l'Académie des beaux-arts de Brera (1831) où il fut d'abord l'élève de Pompeo Marchesi, Luigi Sabatelli et enfin Francesco Hayez.
Domenico Induno se consacra d'abord à la peinture d'histoire à thèmes bibliques ou inspirés de l'histoire ancienne. En 1840 il exposa Saul unto re dal profeta Samuele, toile commandée par l'empereur d'Autriche Ferdinand Ier pour la galerie impériale de Vienne.
Après 1846, ses toiles aux thèmes patriotiques et de genre rejoignirent partiellement la technique des Macchiaioli
Afin d'échapper aux répressions autrichiennes pendant les émeutes de Milan (1848), il séjourna d'abord à Astano en Suisse où il épousa Emilia, sœur du peintre Angelo Trezzini avec lequel il prit part à la Première guerre d'indépendance italienne, et ensuite à Florence (1850).
À l'exposition de Vienne (1873), il fut récompensé par la médaille d'or pour le tableau Un dramma domestico (Un Drame domestique).
Atteint par une grave maladie des yeux, il participa quand même à l'Exposition Universelle de Paris (1878)  et obtint la Légion d'honneur.

## Œuvres
- L'École des petites couturières, Milan.
- L'Antiquaire, Florence.
- Bruto che giura di vendicare la morte di Lucrezia (Brutus jurant de venger la mort de Lucrèce)
- Saul unto re dal profeta Samuele (1840)
- Strage degli innocenti (Le Massacre des Innocents)
- La preghiera, Un episodio del diluvio universale (La Prière, un épisode du Déluge universel).
- L'attesa dello Sposo (L'Attente du marié)
- La questua (La Quête)
- Il rosario (Le Rosaire)
- Profughi da un villaggio incendiato (Rescapés d'un village incendié)
- I contrabbandieri (Les Contrabandiers)
- L’artista nomade (Artiste nomade)
- Il Cacciatore (Le Chasseur)
- Pane e lagrime (1854) (Pain et Larmes)
- Al cader delle foglie (1859) (À la Chute des feuilles)
- La scuola di sartine (l'École des couturières)
- Monte di pietà (Mont de piété)
- La posa della prima pietra della Galleria Vittorio Emanuele II (1867) (Pose de la première pierre de la Galerie Victor Emmanuel II)
- Un dramma domestico (Un Drame domestique)
- Portrait de Goffredo Mameli

## Sources
- (it) Cet article est partiellement ou en totalité issu de l’article de Wikipédia en italien intitulé « Domenico Induno » (voir la liste des auteurs).